# Iruña de Oca
Iruña de Oca (baskisch Iruña Oka; offiziell Iruña Oka/Iruña de Oca) ist eine im Jahr 1976 gegründete und aus dem Hauptort Nanclares de la Oca sowie mehreren Dörfern und Weilern bestehende und insgesamt 3.625 Einwohner (Stand: 2024) zählende nordspanische Gemeinde im Zentrum der Provinz Álava im Baskenland. Die Gemeinde liegt an einer Nebenstrecke des Jakobswegs (Camino Vasco del Interior).

## Lage und Klima
Die Gemeinde erstreckt sich zu beiden Seiten des Río Zadorra in einer Höhe von ca. 510 m. Die Provinzhauptstadt Vitoria-Gasteiz liegt etwa 18 km (Fahrtstrecke) nordöstlich; die in Kastilien gelegene Stadt Miranda de Ebro befindet sich ca. 31 km südwestlich. Das Klima ist gemäßigt bis warm; Regen (ca. 830 mm/Jahr) fällt übers Jahr verteilt.

## Bevölkerungsentwicklung
| Jahr      | 1857 | 1900 | 1981  | 2000  | 2017  |
| Einwohner | --   | --   | 2.075 | 1.823 | 3.264 |

Aufgrund der Nähe zur Provinzhauptstadt Vitoria-Gasteiz ist die Einwohnerzahl der Gemeinde zu Beginn des 21. Jahrhunderts deutlich angestiegen. Zur Gemeinde gehören die Orte Nanclares de la Oca, Montevite, Ollávarre, Trespuentes und Villodas.

## Wirtschaft
Die Bewohner der Gemeinde lebten jahrhundertelang als Selbstversorger von der Landwirtschaft, bei der die Viehzucht eine wesentliche Rolle spielte. Allmählich bildeten sich auch Handwerk, Handel und kleinere Dienstleistungsbetriebe heraus. Heute gibt es kleinere Gewerbeansiedlungen vor den Toren des Hauptortes Nanclares de la Oca.

## Geschichte
Das heutige Gemeindegebiet war wahrscheinlich von Kelten bewohnt. Die Römer gründeten im 1. Jahrhundert v. Chr. eine an der von Astorga (Asturica Augusta) nach Tarragona (Tarraco) führenden Römerstraße und in ihrer Blütezeit ca. 10.000 Einwohner zählende Stadt (heute Iruña-Veleia). Westgoten und Mauren hinterließen keine archäologisch verwertbaren Spuren. Die Region gehörte im 9. Jahrhundert zum Königreich Pamplona, aus welchem später das Königreich Navarra hervorging. Alfons VIII. von Kastilien eroberte um das Jahr 1200 den Westen Navarras, so dass das Gebiet lange Zeit kastilisch war und mehreren aufeinander folgenden Grundherrenfamilien (señores) gehörte.

## Sehenswürdigkeiten
Nanclares de la Oca

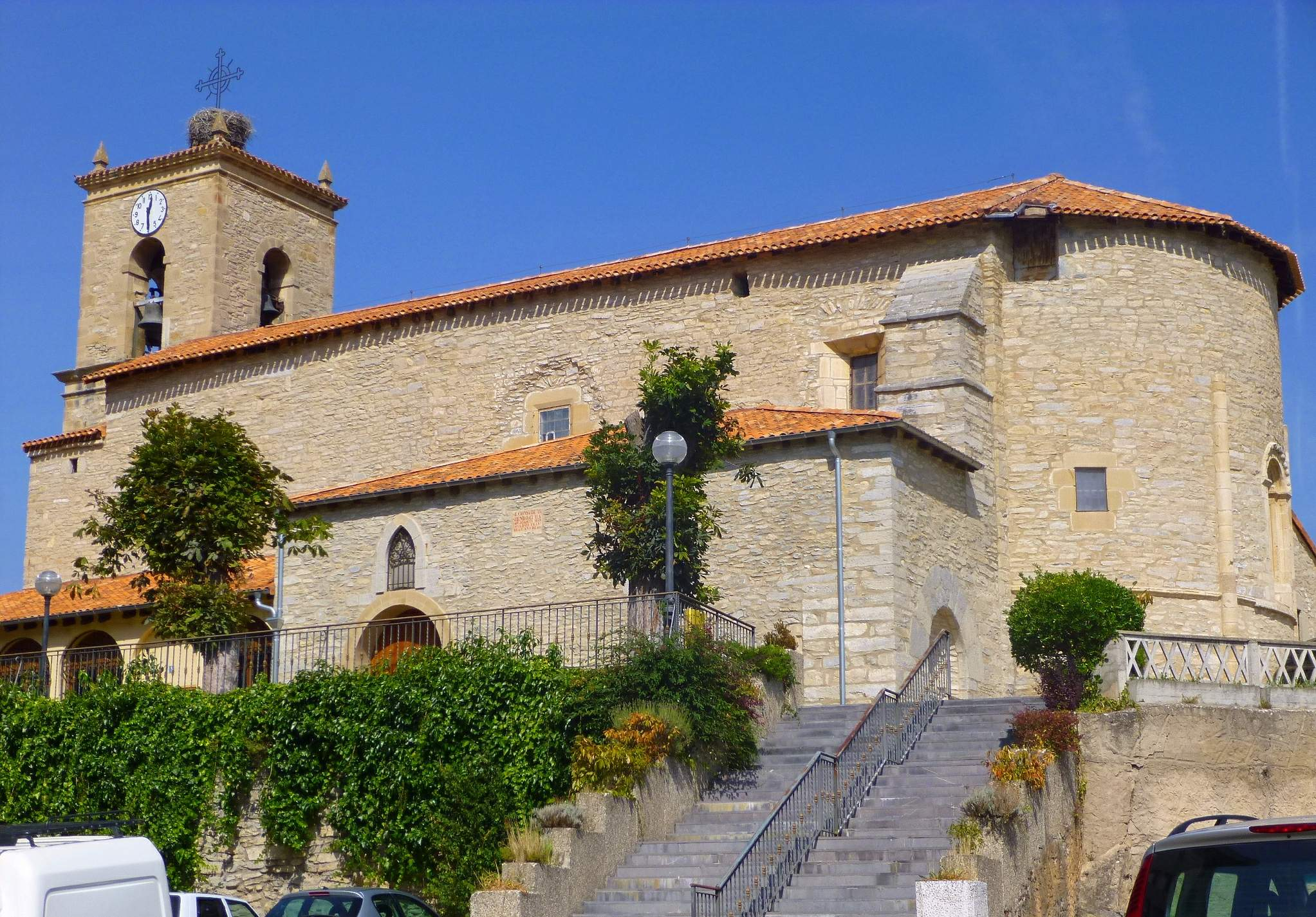
Nanclares de la Oca – Iglesia de la Asunción de Nuestra Señora

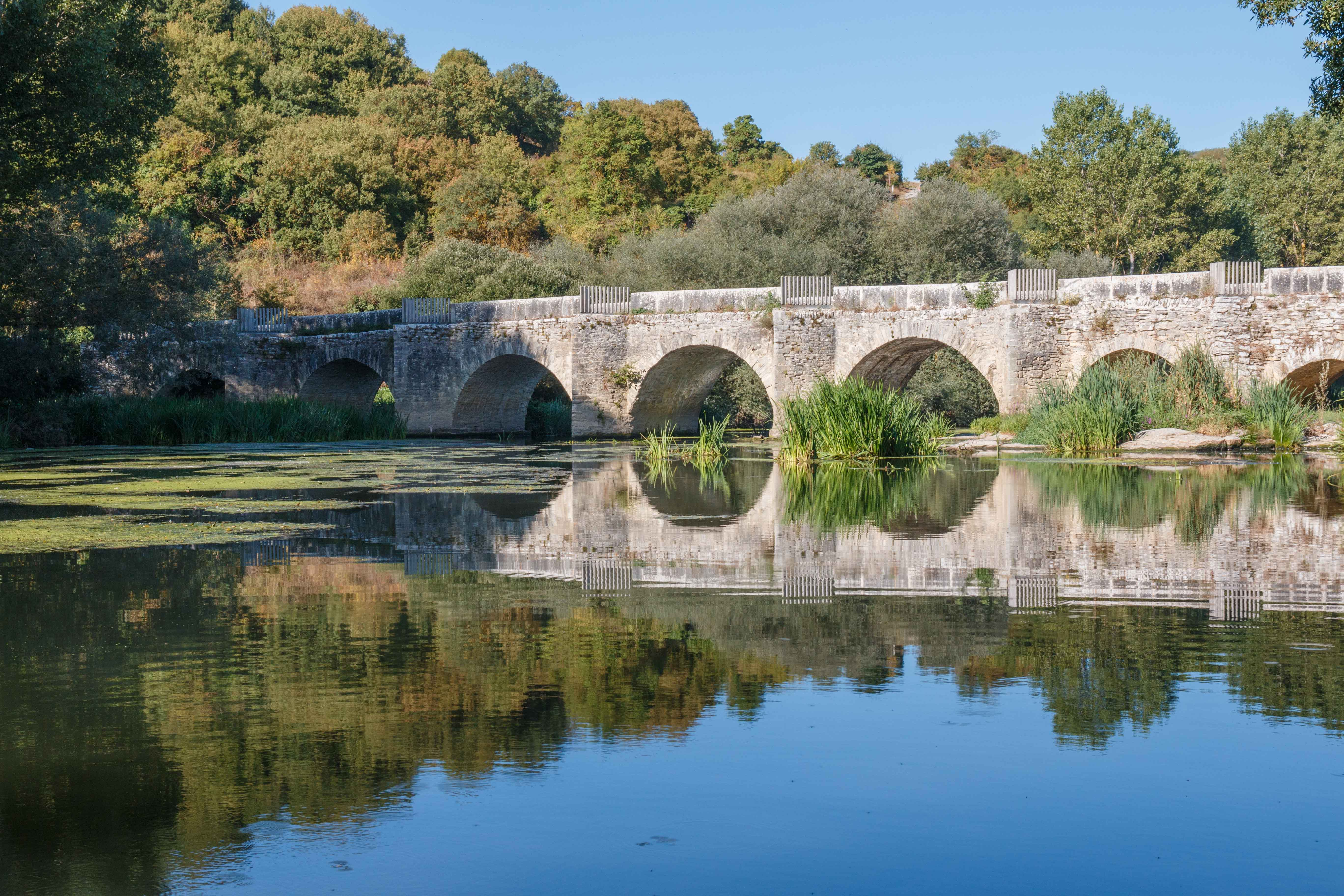
Trespuentes – Puente Romano

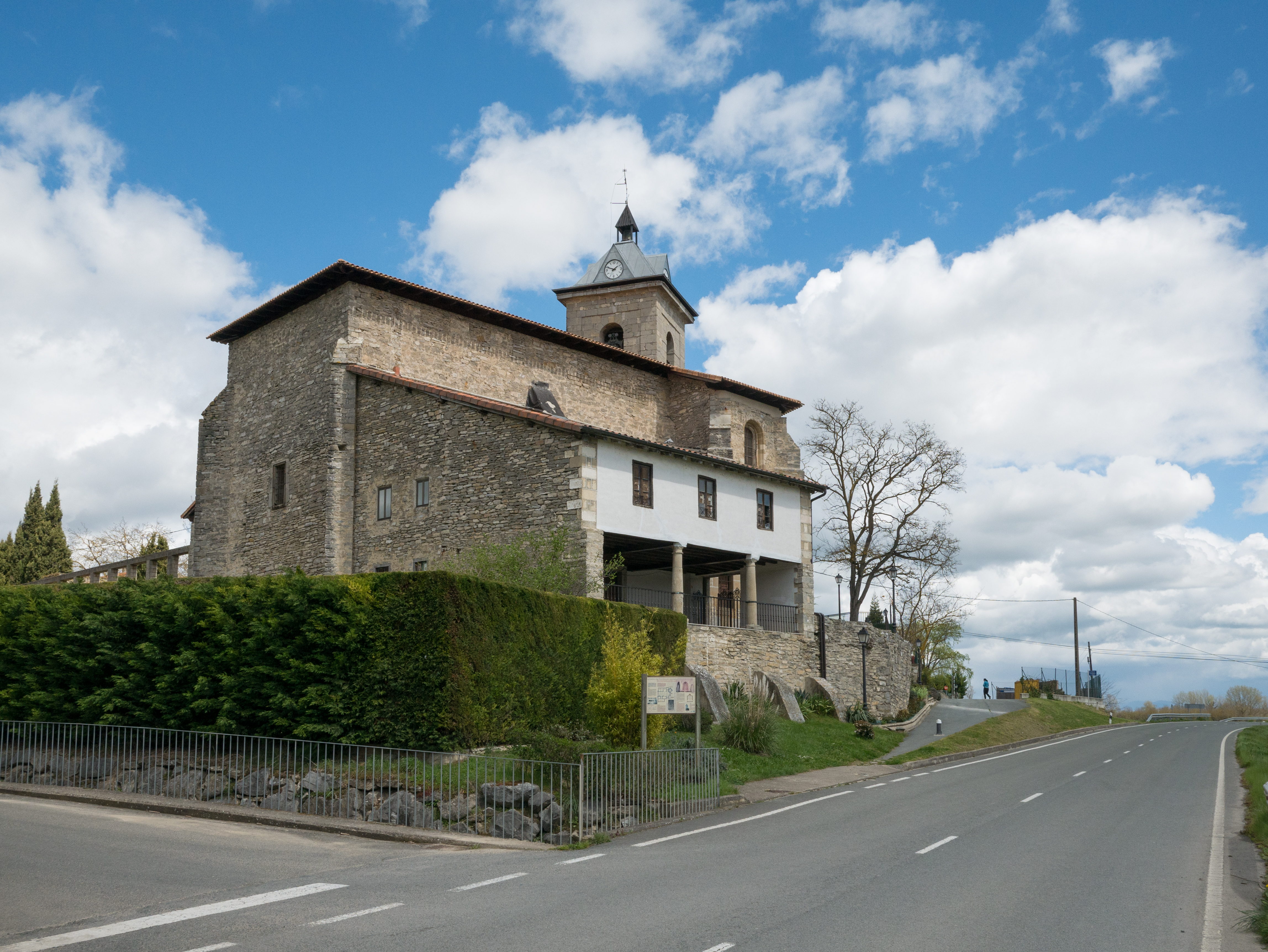
Trespuentes – Iglesia de Santiago Apóstol

- Die ursprünglich romanische Iglesia de la Asunción de Nuestra Señora ist der Himmelfahrt Mariens geweiht; der – wie auch die übrigen Kirchen der Region aus Bruchsteinen errichtete – Bau wurde im 16. Jahrhundert erhöht und eingewölbt. Der Glockenturm (capanario) scheint komplett aus dieser Zeit zu stammen. Einige Fenster wurden um die Mitte des 19. Jahrhunderts verkleinert. Im Innern der Apsis steht ein imposantes barockes Altarretabel (retablo)[7]
- Der wahrscheinlich aus der ersten Hälfte des 19. Jahrhunderts stammende und mit einer Außentreppe versehene Calero genannte Turm diente einer Kalkbrennerei bei der Umwandlung von Kalkstein zu Kalk.[8]
- Drei Signaltürme aus dem späten 19. Jahrhundert (Torres Carlistas) befinden sich jeweils etwa 2 km außerhalb des Ortes.[9]

Montevite
- Die Iglesia de San Juan Evangelista ist in ihrem Ursprung zwar mittelalterlich, doch wurde sie in den 30er Jahren des 19. Jahrhunderts im damaligen Zeitgeschmack des Neoklassizismus modernisiert. Bemerkenswert ist der zentrale überkuppelte Rundbau.[10]

Ollávarre
- Die im Äußern arg verwinkelte Iglesia de San Esteban Protomartir ist dem Erzmärtyrer Stephanus geweiht. Oberhalb des hinteren Teils des Langhauses verlaufen zwei Wehrgänge.[11]

Trespuentes
- Ältestes Bauwerk der Gemeinde ist sehr wahrscheinlich (wegen ihrer Nähe zur Römerstadt) die 13-bogige Brücke (Puente Romano) über den Río Zadorra, die – wiederholt ausgebessert – über Jahrhunderte auch von Händlern, Jakobspilgern und Hirten genutzt wurde.[12]
- Die gotische Iglesia de Santiago Apóstol ist dem Apostel Jakobus d. Ä. geweiht. Die Südvorhalle (portico) und das Obergeschoss des Turmes wurden später hinzugefügt. In der Apsis steht ein barocker Altar.[13]
- In der Nähe des Ortes befinden sich die imposanten Ruinen des nacheinander von verschiedenen Orden geleiteten und im Jahr 1835 endgültig aufgelösten Monasterio de Santa Catalina. Hübsch sind die im 20. Jahrhundert angelegten Gärten.[14]
- Zwischen Trespuentes und Villodas liegen die Ruinen der Römerstadt Veleia. Zu sehen sind zwei Fußbodenmosaike mit geometrischen Motiven und die Grundmauern mehrerer Häuser.[15]

Villodas
- Die Iglesia de San Cristóbal stammt aus dem 16. Jahrhundert.[16]
- Auch in Villodas quert eine mittelalterliche Steinbrücke mit 10 Bögen den Río Zadorra.[17][18]

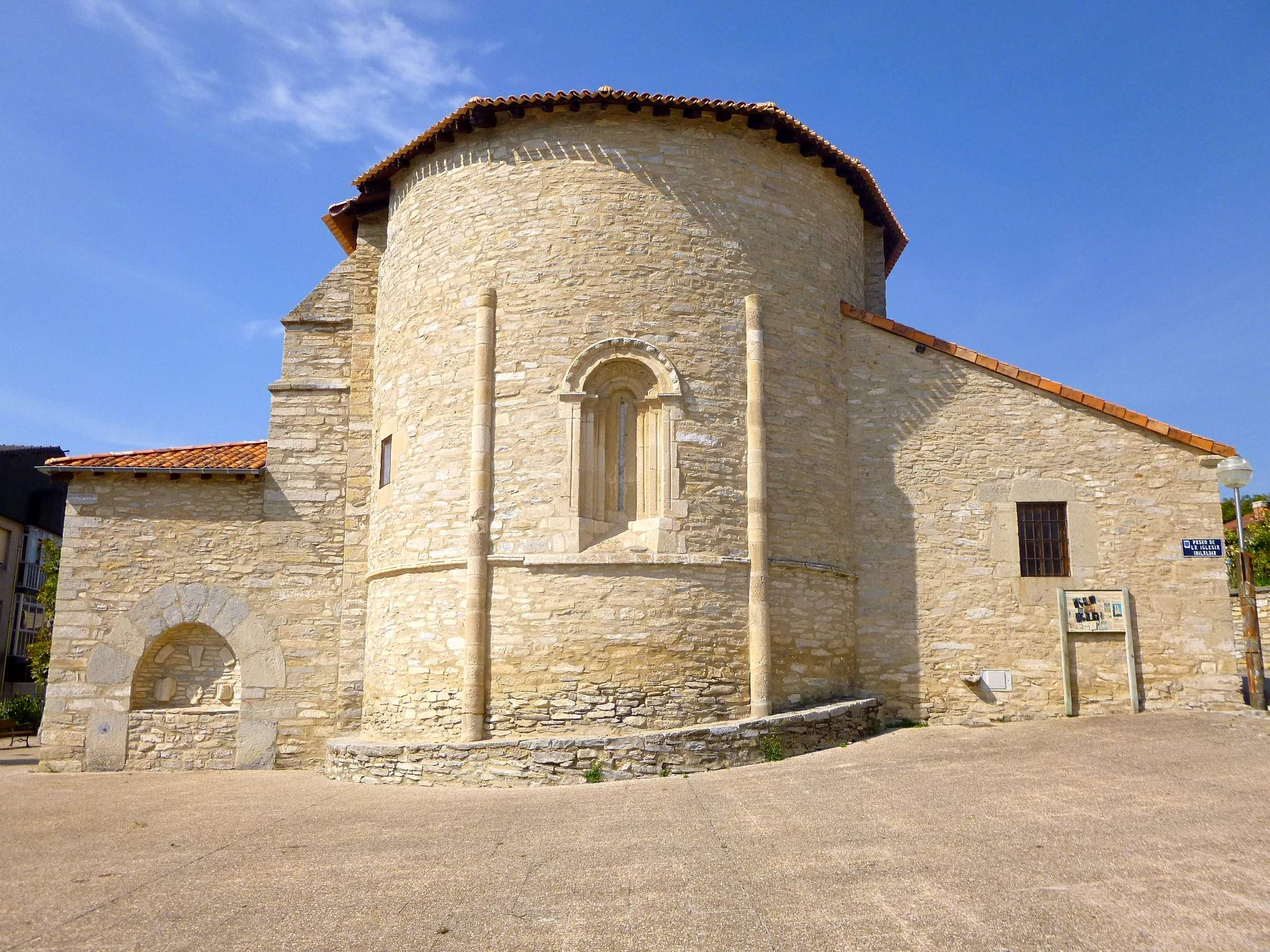
Nanclares de la Oca – Apsis der Kirche
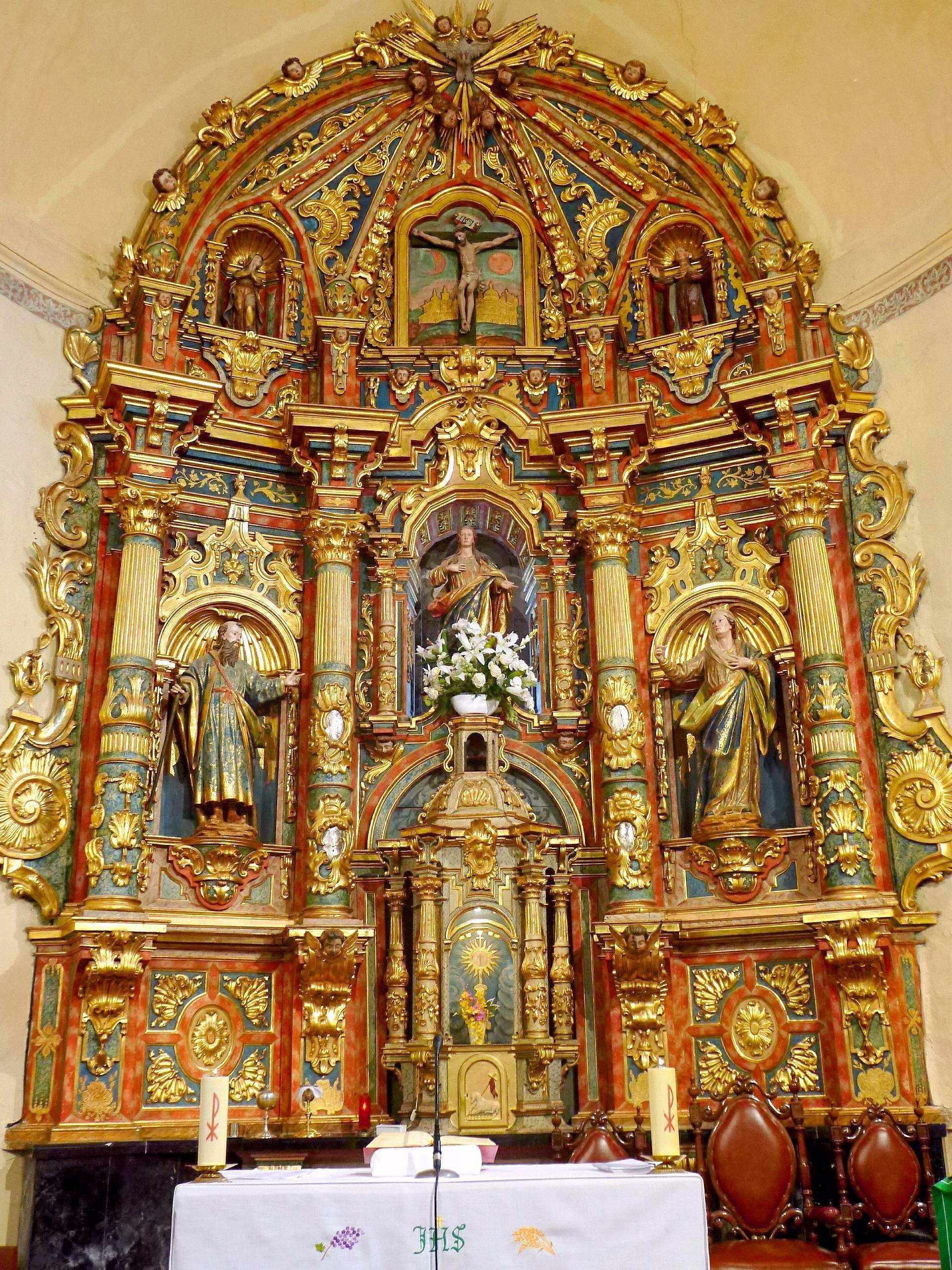
dto. – Altarretabel
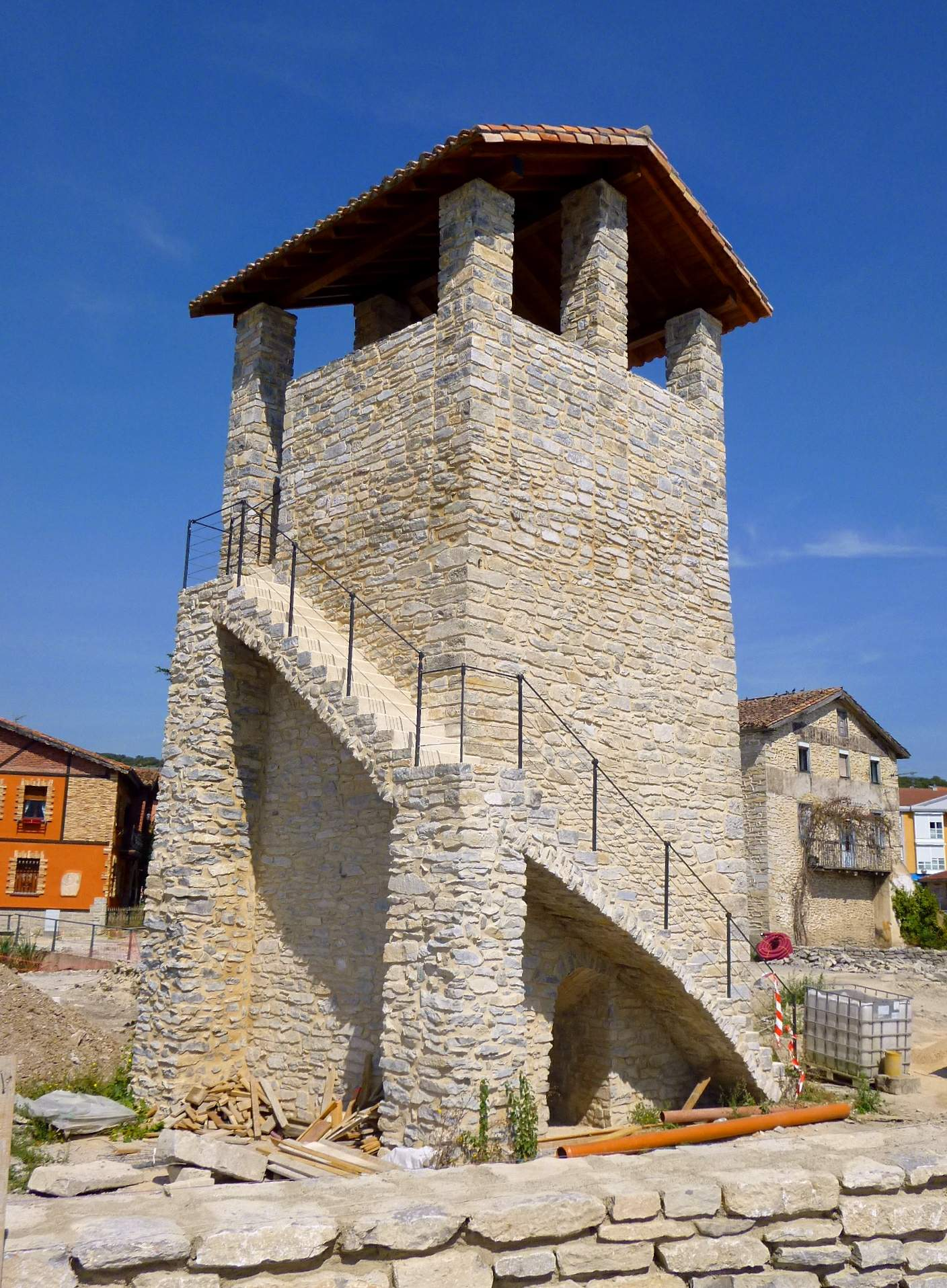
dto. – Kalkturm
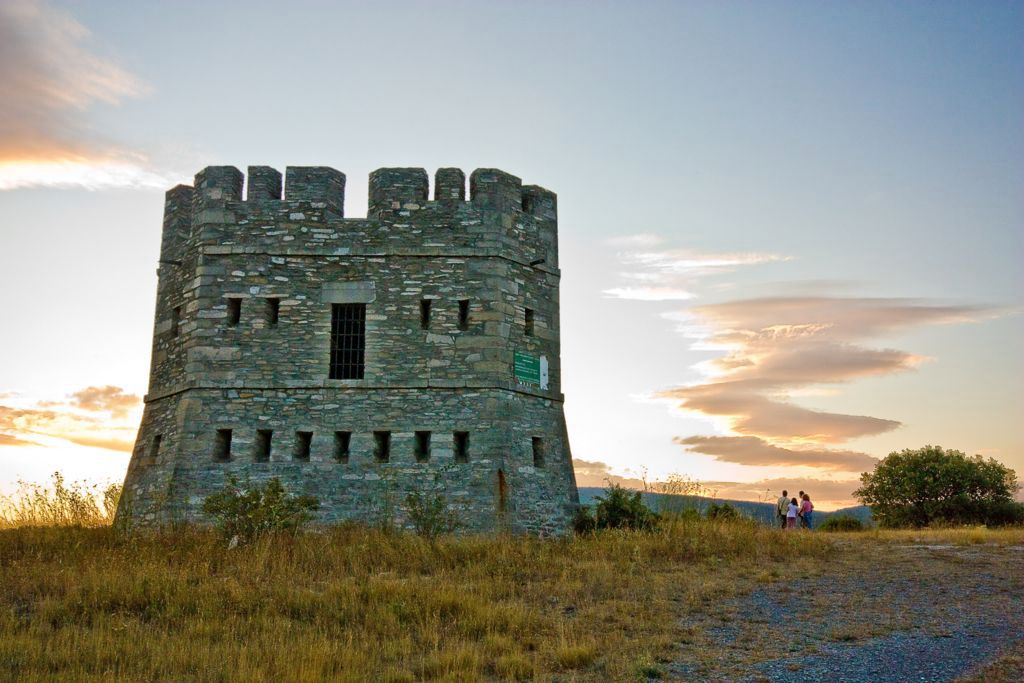
dto. – Karlistenturm
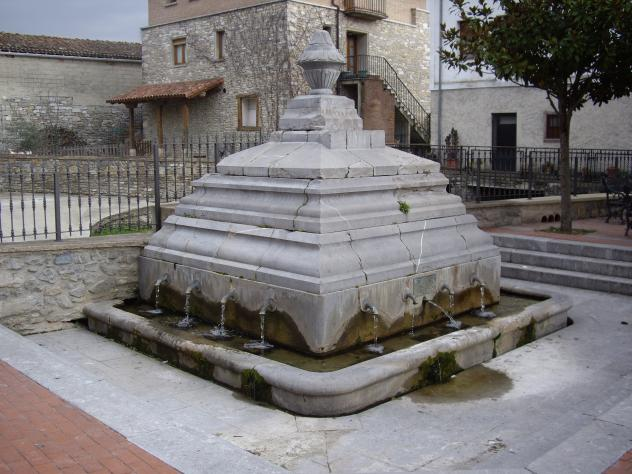
dto. – „Brunnen der 12 Röhren“
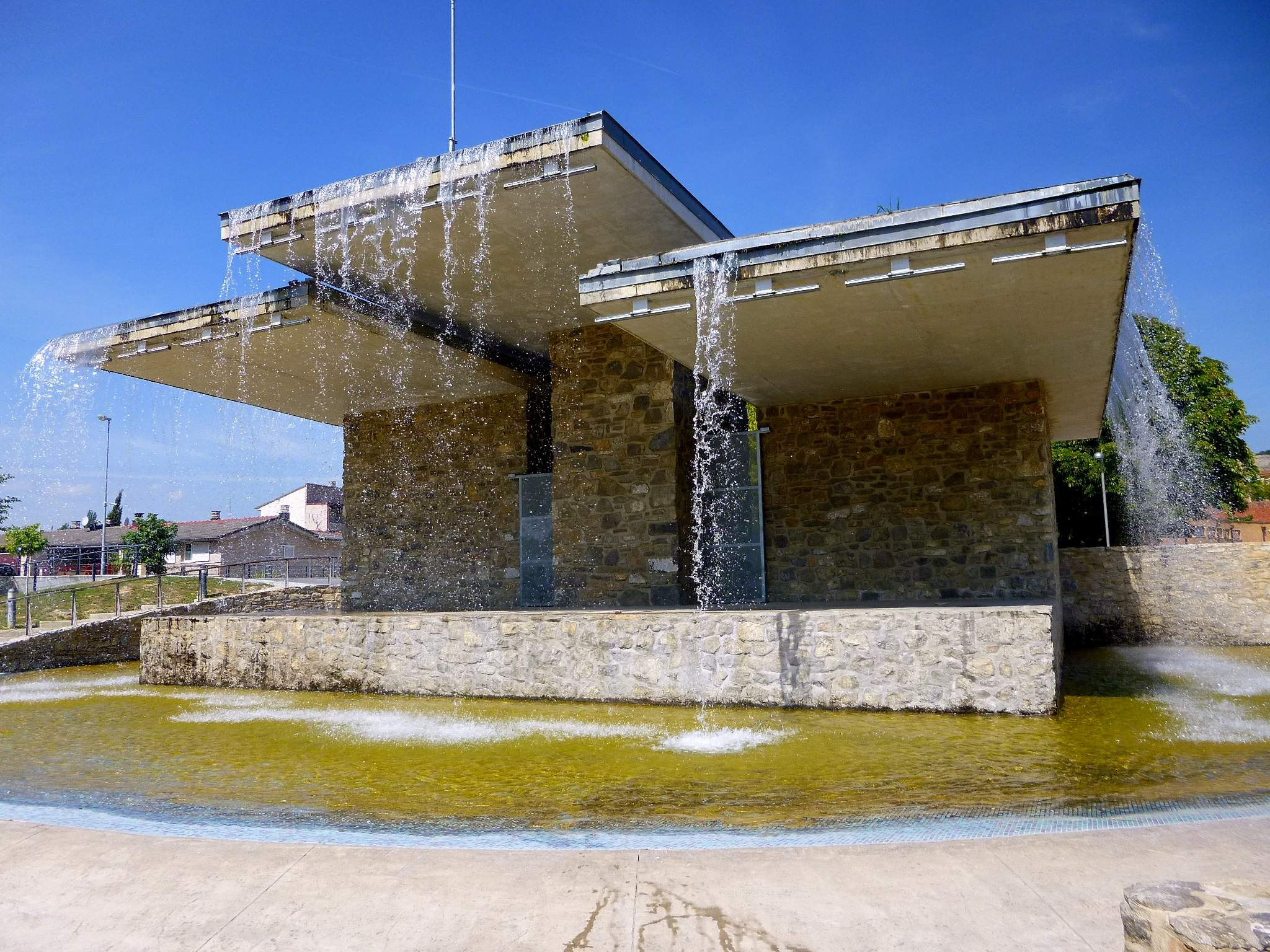
dto. – moderner Brunnen